# Kausambi
Kausambi (en hindi कौसाम्‍बि), també Kaushambi i Kosambi (en pali), és un districte del nord de l'estat d'Uttar Pradesh, amb capital a Manjhanpur; limita amb els districtes de Chitrakoot al sud, Pratapgarh al nord, Allahabad a l'est, i Fatehpur a l'est. L'antiga ciutat de Kausambī estava a la vora del Jamuna a uns 35 km al sud-oest d'Allahabad, en un llogaret avui anomenat Kosam.
Antigament fou una de les grans ciutats índies del període vèdic tardà fins al final de l'imperi Maurya, que va romandre ocupada fins al temps dels gupta. durant el període sunga (185 aC a 75 aC) va formar un regne vassall de la dinastia, però a la seva caiguda el regne de Kausambi o Vatsa es va independitzar i va formar un regne important encara que probablement efímer.
Kausambi figura de manera destacada en els relats de la vida de Siddharta Gautama. Les excavacions modernes les va autoritzar Sir Mortimer el 1948 i les va dirigir G. R. Sharma de la Universitat d'Allahabad, el 1949 i de 1951 a 1956 i va establir que va estar ocupada entre 390 aC i vers el 600 dC; era una ciutat fortificada de forma oblonga irregular amb almenys tres portes (est, oest i nord) doncs al sud l'erosió de l'aigua va esborrar tot rastre; la ciutat disposava de bastions, i almenys per tres costats estava rodejada d'un fossat; ocupava uns 6,5 km²; les restes de rajoles són importants i demostren una abundància d'estructures.